# هدى أبو عرقوب
هدى أبو عرقوب (مواليد 1970) هي ناشطة سلام فلسطينية وناشطة نسوية ومعلمة سابقة ومديرة إقليمية للتحالف من أجل السلام في الشرق الأوسط.

## النشأة والتعليم
ولدت هدى أبو عرقوب في القدس لأم شيوعية، كانت تدرس اللغة الإنجليزية، وأب صوفي، كان مديرًا للمدرسة. أولت عائلتها أهمية كبيرة للتعليم. وقامت جدتها لأبيها، التي كانت أمية، بضمان تعليم أطفالها السبعة. كانت عائلتها أيضًا من دعاة السلام واللاعنف. وساعد جدها الأكبر لأمها في حماية السكان اليهود في الخليل خلال مذبحة الخليل عام 1929. عندما أعربت أبو عرقوب عن اهتمامها بالانضمام إلى الانتفاضة الأولى في أواخر الثمانينيات ثبطتها والدتها آنذاك. وهي الكبرى بين اثني عشر طفلاً. انتقلت عائلتها إلى المملكة العربية السعودية لبضع سنوات خلال طفولتها، قبل أن تعود إلى الضفة الغربية حيث استقرت في بيت لحم. وهناك قام والدها بالتدريس في مدرسة كاثوليكية. وفي وقت لاحق، انتقلت العائلة مرة أخرى إلى قرية قريبة من الخليل.

## الوظيفي والتعليم
عملت في البداية كمعلمة في الضفة الغربية، وعملت هناك لمدة 15 عامًا في وزارة التربية والتعليم الفلسطينية. وفي عام 1997، كانت جزءًا من مجموعة المعلمين الذين صمموا أول منهج تعليمي فلسطيني. وكجزء من هذه التجربة، التقت بمدرسين إسرائيليين؛ وكانت هذه هي المرة الأولى التي يلتقي فيها أبو عرقوب بمدنيين إسرائيليين. واستمرت هذه اللقاءات التعليمية مع الإسرائيليين؛ وبعد سنوات قليلة، زارت بوسطن للمشاركة في منتدى استضافه المعهد الأيرلندي التابع لكلية بوسطن، والتقت بمدرسين إسرائيليين حاضرين أيضًا. تدربت في المعهد الأيرلندي لمدة ثلاث سنوات. ومن خلال هذه التجارب، قررت أن التعليم ومن خلاله التواصل مع "الآخر" هو مفتاح جهود السلام. وبعد قراءتها أحد كتب باولو فريري عن المضطهدين، بدأت في تصور نفسها ليس كضحية، ولكن ببساطة كشخص مضطهد، وأن "مسؤولية المضطهدين [هي] تحرير أنفسهم". بدأت العمل كناشطة سلام، وتقدمت إلى برنامج فولبرايت. وقُبلت في الولايات المتحدة في أوائل عام 2004، ودرست في جامعة إيسترن مينونايت للحصول على درجة الدراسات العليا في تحويل الصراع ودراسات السلام، وتخرجت في عام 2006.

## النشاط
أثناء دراستها في الولايات المتحدة في أوائل العقد الأول من القرن الحادي والعشرين، شاركت مع رجل يهودي في تأسيس منظمة رؤية إبراهيم، وهي منظمة غير ربحية مقرها في سان فرانسيسكو تعمل على بناء روابط بين طلاب الجامعات اليهود والفلسطينيين. انضمت إلى التحالف من أجل السلام في الشرق الأوسط في عام 2014 كمدير إقليمي له. وفي ديسمبر 2017، حصلت على جائزة Laudato si' من الفاتيكان. عملت هدى أبو عرقوب مع منظمة نساء يصنعن السلام، وهي عضو مجلس إدارة المسار الثاني: معهد دبلوماسية المواطن. وذكرت من ضمن ستة صانعي سلام في كتاب رون كرونيش لعام 2023 "لمحات عن السلام".

## الحياة الشخصية
تعيش حالياً في مدينة الخليل.